# Feste Gochas
Die Feste Gochas war eine Festung der Schutztruppe in Gochas in Deutsch-Südwestafrika, dem heutigen Namibia. 
In der Feste war unter anderem eine Garnison der Kamelreiter stationiert. Die 5. Batterie wurde ab 1904 von Hansheinrich von Wolf geführt. Sie wurde im Gefecht von Gochas und Stampriet von den Witbooi 1904 sowie ab 1905 von Simon Kooper der ǃKhara-KhoeKlicklaut im Rahmen des Aufstand der Herero und Nama angegriffen.